# Myrmicocrypta microphthalma
Myrmicocrypta microphthalma är en myrart som beskrevs av Borgmeier 1948. Myrmicocrypta microphthalma ingår i släktet Myrmicocrypta och familjen myror. Inga underarter finns listade i Catalogue of Life.